# Fort Queyras

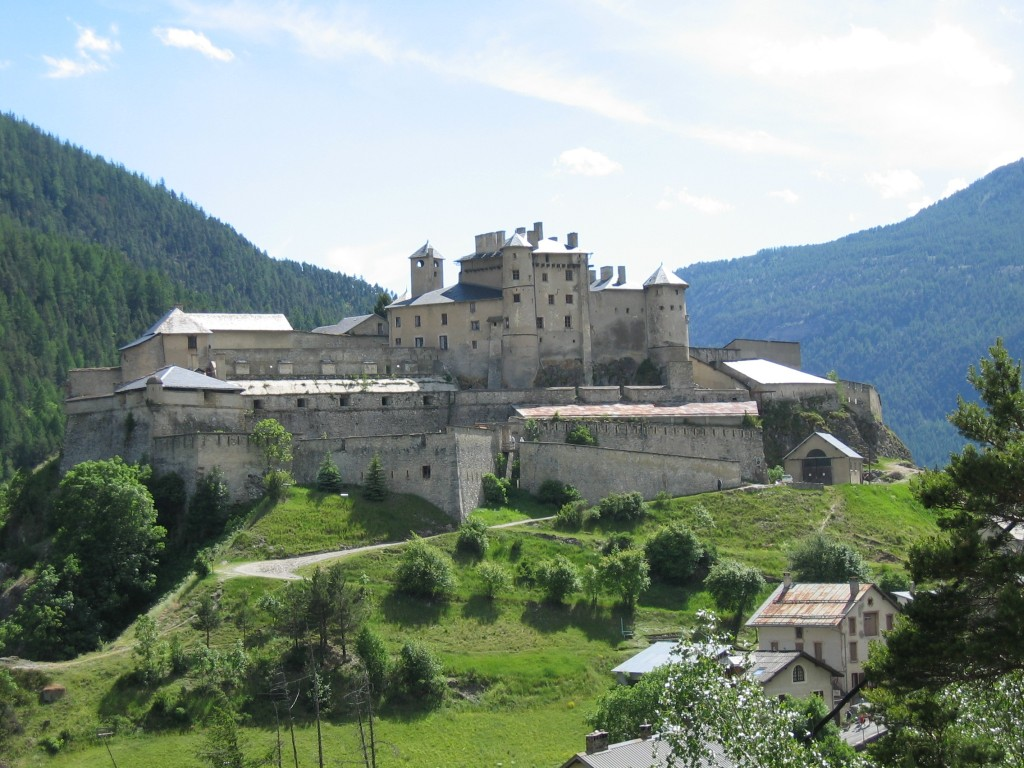
Fort Queyras.

El Fort Queyras es un castillo medieval que se encuentra en Château-Ville-Vieille, comuna francesa situada en la región de Provenza-Alpes-Costa Azul, departamento de Altos Alpes, en el distrito de Briançon. Está construido en lo alto de un pico rocoso lindando con los alpes italianos, a 50 km de Briançon. 
El castillo es citado en la historia como relacionado con la antigua provincia del Delfinado, en 1265. En el siglo XVI, el castillo es presa de las guerras de religión y posteriormente, en 1695, resiste a los asaltos de las tropas saboyanas aun cuando el pueblo adjunto es parcialmente destruido.
Como consecuencia de esta última invasión, Vauban acude para inspeccionar la frontera y construye varios proyectos para transformar el castillo en inaccesible; planifica anchas murallas en la zona oeste y construye en el nordeste murallas y defensas totalmente nuevas, dotadas de foso y revellines. 
El castillo fue desarmado entre 1940 y 1944, y clasificado como edificación civil en 1967.